# Канатная дорога
Кана́тная доро́га — вид внеуличного транспорта для перемещения пассажиров и грузов, в котором для перемещения вагонов, вагонеток, кабин или кресел служит тяговый или несуще-тяговый канат (трос), протянутый между опорами таким образом, что вагоны (кабины-гондолы, кресла, вагонетки) не касаются земли.
В узком смысле названия «канатные дороги» под ними понимаются трассы внеуличного или даже внегородского транспорта, протянутые в воздухе («подвесные канатные дороги»), тогда как в более широком смысле к канатным дорогам относятся и другие транспортные системы на тросовой тяге. Последние могут быть внутригородскими — как внеуличными (см. Фуникулёр), так и уличными (см. Канатный трамвай и пример его реализации — Канатный трамвай в Сан-Франциско). Приводимые ниже сведения относятся, главным образом, к канатным дорогам в узком смысле, то есть надземным (подвесным).
Провозная способность пассажирской канатной дороги может достигать 2 000 человек в час, грузовой канатной дороги — до 10 000 тонн в час.

## История
На конец XIX столетия, они назывались Канатные железные дороги и в обширном смысле, обнимали все те виды железных дорог так называемой необыкновенной системы, в которых главной составной частью пути или движущего механизма является канат, обыкновенно — проволочный, и эти дороги имели путь в виде проволоки или каната, подвешенного на опорах. Также они назывались проволочно-канатными, висячими или воздушными.

## Описание
Перемещение транспортных единиц (гондол, кресел, вагонеток) с пассажирами или иным полезным грузом осуществляется посредством движения троса, к которому эти транспортные единицы прикрепляются. Трос приводится в движение стационарным двигателем, расположенным на главной станции, что роднит канатную дорогу с другими видами кабельного транспорта, например, с фуникулёром и канатным трамваем, где вагоны движутся по рельсам будучи прикреплёнными к движущемуся тросу. Системы подвесных канатных дорог, где используются самоходные моторные гондолы, движущиеся по неподвижным тросам (подобно подвесным монорельсам), крайне редки (один из примеров — Йозефсбергская канатная дорога в итальянском Лагундо, существовавшая в 80-90-е годы).
В канатных дорогах используется один и несколько тросов, которые бывают поддерживающими (неподвижными) и тяговыми (движущимися). В монотросовых системах используется только тяговый трос. В системах с двумя и более тросами, как правило, один является тяговым, а остальные являются поддерживающими.
Подъём/уклон канатной дороги может доходить до 50°. В канатных дорогах, где используются самоходные моторные гондолы, он существенно меньше.

## Классификация
В зависимости от типа используемых гондол:
- Канатные дороги с несамоходными гондолами

К данному типу относится подавляющее большинство канатных дорог в мире. Гондолы не имеют собственных двигателей и приводятся в движение за счёт своего прикрепления к тяговому тросу, который протягивается стационарным двигателем, расположенным на станции.
- Канатные дороги с самоходными гондолами

Очень редкий тип канатных дорог. В данных системах нет тяговых тросов — используются только поддерживающие. При этом каждая гондола имеет свой собственный двигатель, за счёт которого и приводится в движение. Так, например, на Йозефсбергской канатной дороге гондолы имели двигатели внутреннего сгорания, а вагоны Aerobus'а (первые прототипы этой системы двигались по двум поддерживающим тросам, которые лишь позднее были заменены на подвесной рельс из алюминиевого сплава, что послужило причиной переклассификации системы из канатной дороги в подвесную монорельсовую) имели электромоторы, питающиеся от двух отдельных проводов контактной сети (как у троллейбусов).
В зависимости от способа прикрепления транспортных единиц к тяговому тросу канатные дороги можно условно разделить на:
- Воздушный трамвай[англ.]

Характерной особенностью данной системы является то, что гондолы в ней жёстко прикреплены к тяговому тросу и не могут от него отсоединиться. Соответственно, для остановки гондолы на станции необходимо останавливать движение самого тягового троса. По этой причине линии воздушного трамвая, как правило, состоят только из 2 станций и используют только 2 гондолы, подвешенные на тяговом тросе на расстоянии друг от друга, равном расстоянию между станциями. В тех же случаях, когда станций и гондол более 2, расстояние между соседними станциями должно быть одинаковым, так как в противном случае будет невозможно обеспечить синхронность прибытия гондол на станции, которая критически важна для данной системы. Положительной стороной данной системы является, при прочих равных, большая грузоподъёмность гондол по сравнению с другими системами (до 200 человек в одной гондоле).
Примером воздушного трамвая является Канатная дорога острова Рузвельт в Нью-Йорке (до реконструкции 2010 года).
- Воздушный подъёмник[англ.]

В данной системе тяговый трос движется постоянно, а гондолы имеют возможность временно отсоединяться от него, что позволяет им производить остановки на станциях. Для данной системы характерно использование большого количества небольших по размеру гондол. Положительной стороной данной системы является возможность прокладки весьма протяжённых линий со множеством станций.
Примерами воздушных подъёмников являются Mi Teleferico в Ла-Пасе, Emirates Airline в Лондоне.
В зависимости от способа оборота транспортных единиц на линии канатные дороги можно условно разделить на:
- Маятниковые

В маятниковых канатных дорогах гондолы, достигая конечной станции, начинают движение в обратном направлении без разворота, а тяговый трос при этом меняет направление движения (то есть движение носит реверсивный характер). Гондолы для таких дорог конструируются двусторонне симметричными. Маятниковые канатные дороги, как правило, состоят всего из двух станций.
Примером маятниковой канатной дороги является двухниточная Татевская канатная дорога в Армении.
- Циркуляционные

В циркуляционных канатных дорогах гондолы на конечной станции разворачиваются и следуют обратным маршрутом, при этом тяговый трос не меняет направления своего движения. Гондолы для таких дорог имеют условные "перед" и "зад". Циркуляционные канатные дороги могут иметь весьма большое количество станций на одной линии.
Примером циркуляционной канатной дороги является Нижегородская канатная дорога.

## Самые длинные и высокие канатные дороги
В Швеции существовала самая длинная в мире 96-километровая дорога, доставлявшая железную руду из Лапландии на берег Ботнического залива. Участок длиной 13,2 километра переделан в самую длинную в мире пассажирскую дорогу.
Второй по длине промышленной канатной дорогой в мире являлась канатная дорога в Моанде (Габон). Дорога служила для доставки марганцевой руды из шахты и имела длину 76 км. Она была построена в 1959—1962 гг. и состояла из 858 вышек и 2800 ковшей. 155-километровый проволочный трос проходил через 6 тыс. направляющих роликов. Дорога разобрана в 1986 году.
Осенью 2010 года в Армении состоялось открытие Татевской канатной дороги, самой длинной маятниковой дороги в мире (5,7 км).
Открытая в 2014 году в Ла-Пасе (Боливия) сеть городских канатных дорог Mi Teleferico (десять линий, 26 станций, общая длина 30,5 километров) стала самой крупной в мире.

## Городской транспорт
Вагонные и кабинные канатные дороги в ряде мест используются как городской транспорт. Среди них — Нижегородская канатная дорога, Канатная дорога острова Рузвельт в Нью-Йорке, Портлендский Aerial Tram, Сингапурский Cable Car, Ngong Ping Skyrail в Гонконге, Медельинский Metrocable, Каракасский Metrocable, Air Line над Темзой в Лондоне.
Крупнейшая в мире сеть городских канатных дорог Лас-Паса Mi Teleferico является основным средством общественного транспорта в этом городе.

## Некоторые канатные дороги в мире
- Галерея
- Канатная дорога между Нижним Новгородом и Бором — самая длинная в Европе
- Московская канатная дорога
- Пятигорская канатная дорога на вершину горы Машук
- Канатная дорога Сафари-парка в Геленджике
- Татевская канатная дорога в Армении
- Канатная дорога к отелю «Зирвя» Шахдагского туристического комплекса в Азербайджане
- Канатная дорога на Expo 2000 в Ганновере
- Канатная дорога у Zell am See в австрийских Альпах
- Канатная дорога, соединяющая Манхэттен и остров Рузвельт в Нью-Йорке
- Сингапурская канатная дорога над морским проливом
- Канатная дорога в Барселоне
- Канатная дорога Air Line над Темзой в Лондоне
- Йозефбергская канатная дорога в Лагундо около 1980 года

### Азербайджан
- Канатная дорога Шахдагского зимне-летнего туристического комплекса.
- Канатная дорога горнолыжного комплекса «Туфан».

### Армения
- Татевская канатная дорога через ущелье реки Воротан.
- Канатная дорога в городе Алаверди — общественный транспорт между районами города.
- Канатная дорога горнолыжного курорта Цахкадзор

### Великобритания
- Канатная дорога через реку Темзу в Лондоне.

### Гонконг
Нгонпинг 360 — канатная дорога от Тунчунг до монастыря По Линь и Большого Будды.

### Грузия
- В Тбилиси действуют 5 канатные дорог: первая — из парка Рике к крепости Нарикала, вторая — из парка Ваке до Черепашьего озера . Третья канатная дорога соединяет университет и Багеби..18 октября 2024 года вновь открылась Канатная дорога Руставели — Мтацминда. В процессе строителства находится пятая канатная дорога города в районе Сололаки.

В 1958 году начала действовать канатная дорога и к пантеону Мтацминда, она поднимала пассажиров с площади Руставели. 1 июня 1990 г. на этой линии произошла самая тяжёлая в СССР катастрофа такого вида транспорта с 20 погибшими и 15 ранеными, после инцидента дорога была закрыта.
Действуют канатные дороги
- в Батуми
- в Боржоми
- на горнолыжных курортах Гудаури, Бакуриани, Местиа.
- Канатная дорога в Абастумани, связующая курорт и Абастуманскую обсерваторию.
- Чиатурские канатные дороги.

### Израиль
- Канатная дорога на крепость Масаду. Её нижняя станция ниже уровня моря на 257 м, а верхняя выше на 33 м, что делает её самой низкорасположенной канатной дорогой в мире.
- Канатная дорога в Хайфе между морем и районом Стела Марис.
- Канатная дорога от города Кирьят-Шмона до кибуца Манара.
- Канатная дорога для лыжников на горе Хермон.
- Канатная дорога к гротам Рош-ха-Никра.

### Индия
- Канатная дорога к храму Манаса-деви в Харидваре.

### Казахстан
- Канатная дорога в Алма-Ате из сквера у Дворца Республики на обзорную площадку горы Кок-Тобе.
- Четыре канатные дороги на горнолыжной базе Шымбулак в ущелье Медеу близ Алматы.
- Новая канатная дорога от Медеу до Шымбулака (длина около 4,6 км)
- Три канатных дороги в горнолыжном курорте Ак-Булак около города Талгар.

### Латвия
- Канатная дорога Сигулда — Кримулда с одного берега реки Гауя на другой. Дорога дважды проходит над одной и той же автомобильной магистралью и некоторое время параллельна ей. Не имеет промежуточных опор. Летом курсирует один вагон с интервалом в полчаса. Также из вагона возможен банджи-джампинг с высоты около 40 метров над рекой Гауя.

### Португалия
- Канатная дорога в Фуншале — столице острова Мадейра.

### Россия
| Населённый пункт     | Тип дороги, производитель | Название или месторасположение                                                  | Длина по горизонтали, м | Перепад высот, м  | Координаты            | Изображение |
| -------------------- | --- | ------------------------------------------------------------------------------- | ----------------------- | ----------------- | --------------------- | ----------- |
| Архыз                | Два подъёмника — четырёхместный кресельный и восьмиместный гондольный                                                                                            | Карачаево-Черкесия, п. Архыз                                                    | 859 м                   | до 220 м          |                       |             |
| Белокуриха           | Двухместная кресельная канатная дорога | На Гору Церковка                                                                | 2403 м                  | до 550 м          |                       |             |
| Владикавказ          | Маятниковая канатная дорога, два независимых секций, «Грузгипрошахт» (Четыре вагона по 25 чел каждый, произв. Тбилисский Авиационный Завод) Открыта в 1980 году. | Канатная дорога (Владикавказ)                                                   | 3000 м                  |                   |                       |             |
| Геленджик            | канатная дорога | «Олимп» на Маркотхском хребте                                                   |                         |                   |                       |             |
| Геленджик            | канатная дорога | «Сафари Парк» на Маркотхском хребте                                             |                         |                   |                       |             |
| Домбай               | 1 Подвесная пассажирская кресельная канатная дорога | гора Мусса-Ачитара.                                                             | 860                     | с 1600 на1700     |                       |             |
| Домбай               | 2 Подвесная пассажирская кресельная канатная дорога | гора Мусса-Ачитара.                                                             | 1142                    | с 1700 на 1800    |                       |             |
| Домбай               | 3 Подвесная пассажирская кресельная канатная дорога | гора Мусса-Ачитара.                                                             | 1502                    | с 1700 на 2260    |                       |             |
| Домбай               | 4 Подвесная пассажирская кресельная канатная дорога | гора Мусса-Ачитара.                                                             | 581                     | с 2260 на 2500    |                       |             |
| Домбай               | 5 Подвесная пассажирская кресельная канатная дорога | гора Мусса-Ачитара.                                                             | 1700                    | с 2500 на 3012    |                       |             |
| Домбай               | Подвесная пассажирская кресельная канатная дорога (Югославская)                                                                                                  | гора Мусса-Ачитара.                                                             |                         |                   |                       |             |
| Домбай               | Маятниковая канатная дорога | гора Мусса-Ачитара.                                                             | 1590                    | с 1590 на 2250    |                       |             |
| Домбай               | Гондольная канатная дорога | гора Мусса-Ачитара.                                                             | 1810                    | с 1590 на 2270    |                       |             |
| Домбай               | Подвесная пассажирская кресельная канатная дорога | гора Мусса-Ачитара.                                                             | 2182                    | с 2270 на 3035    |                       |             |
| Домбай               | Подвесная пассажирская кресельная канатная дорога | гора Мусса-Ачитара.                                                             | 661                     | с 3035 на 3168    |                       |             |
| Казань               | ЦПКиО им. Горького | Пляж на р. Казанка                                                              |                         |                   |                       |             |
| Казань               | Кресельные подъёмники, 3 линии SKADO Doppelmayr Garaventa | Горнолыжный спортивно-оздоровительный комплекс «Свияжские Холмы»                |                         |                   |                       |             |
| Кисловодск           | Маятниковая канатная дорога, «Грузгипрошахт» (Два вагона по 25 чел каждый, произв. Тбилисский Авиационный Завод) Открыта в 1973 году.                            | От станции «Храм Воздуха» до станции «Олимпийский комплекс» на горе Малое Седло | 1743                    |                   |                       |             |
| Красноярск           | две подвесные пассажирские кресельные канатные дороги SKADO Doppelmayr Garaventa                                                                                 | Бобровый лог                                                                    | К1 — 1470 К2 — 857      | К1 — 345 К2 — 241 |                       |             |
| Листвянка            | канатная дорога | на смотровую площадку и горнолыжный комплекс «Истлэнд»                          | 700                     | 165               |                       |             |
| Магнитогорск         | канатная дорога SKADO Doppelmayr Garaventa | «Магнитогорск» в ГЛЦ «Металлург-Магнитогорск» (озеро Банное)                    |                         |                   |                       |             |
| Магнитогорск         | Первая скоростная канатная дорога гондольного типа австрийской фирмы Doppelmayr Garaventa                                                                        |                                                                                 |                         |                   |                       |             |
| Магнитогорск         | Два буксировочных (бугельных) подъёмника словацкой фирмы Tetrapoma                                                                                               |                                                                                 |                         |                   |                       |             |
| Манжерок             | Четырёхместный кресельный подъёмник | На гору Малая Синюха                                                            | 2389 м                  | до 633 м          |                       |             |
| Москва               | Гондольно-кресельная канатная дорога, Bartholet Maschinenbau (BMF Group)                                                                                         | Канатная дорога на Воробьёвых горах                                             | 720                     | 60                | 55°42’36"N 37°32’46"E |             |
| Нальчик              | Подвесная пассажирская кресельная канатная дорога |                                                                                 |                         |                   |                       |             |
| Нижний Новгород, Бор | вагонная канатная переправа через Волгу, Poma | Нижегородская канатная дорога                                                   | 3661                    | 62                |                       |             |
| Оренбург             | Канатная дорога SKADO Doppelmayr Garaventa | Из Европы в Азию                                                                |                         |                   |                       |             |
| Пенза                | Канатная дорога | От ЦПКиО им. Белинского до кинокомплекса «Современник» (не работает)            |                         |                   |                       |             |
| Пятигорск            | Маятниковая канатная дорога, «Грузгипрошахт» (Два вагона по 25 чел каждый, произв. Тбилисский Авиационный Завод) Открыта 24 августа 1971 года                    | Пятигорская канатная дорога от бульвара Гагарина до вершины горы Машук          | ≈1000                   | 369               | 44°2’47"N 43°5’6"E    |             |
| Светлогорск          | Канатная дорога | От ст. Светлогорск-2 к морю                                                     |                         |                   |                       |             |
| Сочи                 | Маятниковая канатная дорога, «Грузгипрошахт» (Два вагона по 25 чел каждый, произв. Тбилисский Авиационный Завод до 2006) Открыта 1977 году.                      | у Дендрария                                                                     | 897                     |                   |                       |             |
| Сочи                 | Маятниковая канатная дорога, «Грузгипрошахт» (Два вагона по 40 чел каждый, пройзв. город Харьков)                                                                | у санатория «Заря»                                                              |                         |                   |                       |             |
| Сочи                 | Маятниковая канатная дорога, «Грузгипрошахт» (Два вагона по 25 чел каждый, произв. Тбилисский Авиационный Завод) Открыта 1985 году.                              | от пансионата «Нева Интернешнл» до пляжа санатория «Заполярье»                  |                         |                   |                       |             |
| Сочи                 | шесть гондольных и кресельных канатных дорог | Горно-туристический центр ОАО «Газпром» (8 км от посёлка Красная Поляна)        |                         |                   |                       |             |
| Сочи                 | пять кресельных канатных дорог и Бугельный подъёмник SKADO Doppelmayr Garaventa                                                                                  | горнолыжного комплекса «Альпика-Сервис» (8 км от посёлка Красная Поляна)        |                         |                   |                       |             |
| Сочи                 | гондольные и кресельная канатные дороги | горнолыжного комплекса «Горная карусель» (у посёлка Красная Поляна)             |                         |                   |                       |             |
| Сочи                 | гондольные и кресельные канатные дороги | горнолыжного комплекса «Роза Хутор» (у посёлка Красная Поляна)                  |                         |                   |                       |             |
| Терскол              | Подвесная пассажирская кресельная канатная дорога | «Чегет-1»                                                                       |                         |                   |                       |             |
| Терскол              | Подвесная пассажирская кресельная канатная дорога | «Чегет-2»                                                                       |                         |                   |                       |             |
| Терскол              | Подвесная пассажирская кресельная канатная дорога | «Парная»                                                                        |                         |                   |                       |             |
| Терскол              | Две Маятниковые и две гондольные канатные дороги | «Азау — Кругозор» и «Кругозор — Мир» Эльбрус                                    |                         |                   |                       |             |
| Уфа                  | Гондольная канатная дорога, Группа компаний «СКАДО» (Самарские канатные дороги)                                                                                  | Уфимская канатная дорога, микрорайон Лесопарковый, Уфимский трамплин            | 830                     | 110               | 54°44’23"N 56°02’00"E |             |
| Шерегеш              | Гондольная и кресельная канатные дороги | На гору Зелёная. Горнолыжный курорт Шерегеш                                     |                         | до 680 м          |                       |             |
| Южно-Сахалинск       | Гондольно-кресельная канатная дорога SKADO Doppelmayr Garaventa                                                                                                  | гора Большевик, спортивно-туристический комплекс «Горный воздух»                | 2337                    | 260               |                       |             |

Всего на 2010 год в России функционируют около 400 канатных дорог на 108 курортах в европейской части страны и 49 — в азиатской. В 2012 году была открыта Нижегородская канатная дорога, которая используется для междугородних перевозок.
В ноябре 2016 года над высокогорным озером Казеной-Ам в Чечне открылась одна из самых протяжённых подвесных канатных линий зиплайн в Европе. Всего построено четыре различные по экстремальности трассы, самая длинная из которых — 840 метров. Общая протяжённость канатных линий составляет около 3 тысяч метров.
Третья очередь канатной дороги на Эльбрус признана самой высокой канатной дорогой в России. Её пик находится на высоте 3847 м.

### Таджикистан
- Канатная дорога в Худжанде от Парка культуры и отдыха имени Камоли Худжанди до комплекса Исмоили Сомони через реку Сырдарья[14]

### Туркменистан
- Подвесная канатная дорога в Ашхабаде, в предгорье Копетдага.

### Турция
- Канатная дорога Olympos Teleferik на вершину горы Тахталы у Кемера.

### Узбекистан
- Грузовая канатная дорога от шахты «Шаргуньская» до брикетной фабрики в г. Шаргунь, длина 21 км.
- Канатно-кресельная дорога в Бельдерсае (90 двухкресельных кареток), длина 2250 м.

### Украина
- Одесса
  - канатная дорога от Французского бульвара к пляжу Отрада
- Харьков
  - Канатная дорога через Саржин Яр
- Днепр
  - Канатная дорога на Монастырский остров
- Карпаты
  - Парнокресельная канатная дорога на гору Высокий Верх в районе пгт Славское (2800 м в три этапа)
  - Парнокресельная канатная дорога на северо-западном склоне горы Буковель (1150 м)
  - Парнокресельная канатная дорога на гору Гемба в Закарпатской области
  - Строящаяся канатная дорога Яремче-Буковель (15 км)
- Лисичанск
  - Лисичанская канатная дорога (16,6 км; разобрана в 2010 году)